# Polyblastus clypearis
Polyblastus clypearis är en stekelart som beskrevs av Carl Gustav Alexander Brischke 1891. Polyblastus clypearis ingår i släktet Polyblastus och familjen brokparasitsteklar. Inga underarter finns listade i Catalogue of Life.